# Charlie Nicholas
Charles Nicholas (Glasgow, 30 de diciembre de 1961), más conocido como Charlie Nicholas, es un exfutbolista escocés que jugaba como delantero centro.
Formado en las categorías inferiores del Celtic F. C., debutó con el primer equipo en 1979 y en las siguientes cuatro temporadas obtuvo dos ligas de Escocia, así como sendos títulos de máximo goleador. A los 21 años se le consideraba uno de los talentos emergentes del fútbol británico, por lo que en 1983 fue contratado por el Arsenal F. C. Sin embargo, su desempeño en Inglaterra fue irregular y tan solo pudo ganar la Copa de la Liga de 1987. Un año después regresó a la liga escocesa para jugar en el Aberdeen F. C., y en 1990 volvió a Celtic Park para culminar allí su carrera profesional. Colgó las botas en 1996 tras un breve paso por el Clyde F. C.
En los años 1980 fue internacional por la selección de fútbol de Escocia, y llegó a disputar la Copa Mundial de Fútbol de 1986.

## Trayectoria
La carrera deportiva de Charlie Nicholas empezó en el Celtic Boys Club, categoría inferior del Celtic de Glasgow, en el que despuntaría como delantero centro. Después de ascender al primer equipo, debutó el 14 de agosto de 1979 con un gol ante el Queen's Park. El entrenador Billy McNeill le dio la titularidad a partir de la temporada 1980-81 y este respondió con 16 goles en 29 partidos, vitales para conquistar el campeonato de liga de Escocia. Además, fue nombrado «mejor jugador joven del año» por la Asociación de Futbolistas Profesionales (PFA). Sus apariciones en el curso siguiente se redujeron por una grave lesión, pese a lo cual revalidaron la liga, y en la edición 1982-83 recuperó su mejor versión: más de 50 goles en todas las competiciones oficiales del año y la distinción individual tanto de la PFA como de la Asociación de Periodistas.
Las actuaciones de Nicholas llamaron la atención de los clubes más importantes de Inglaterra. Si bien el Liverpool parecía el favorito para contratarle, Nicholas prefirió marcharse al Arsenal Football Club por 750 000 libras y un contrato que le convertía en el futbolista mejor pagado del Reino Unido. Con tan solo 21 años, su nuevo entrenador Terry Niell llegó a definirle como «el mejor talento británico emergente desde George Best».
A pesar de las expectativas que se habían generado con su fichaje, Nicholas vivió pocos éxitos en el Arsenal. Ya en la temporada 1983-84 su rendimiento se vio lastrado por la crisis de resultados que le costó el puesto a Terry Niell. No obstante, el técnico Don Howe le mantuvo la confianza y el delantero se lo recompensó con 11 goles en 41 partidos. El escocés nunca pudo igualar los registros de su etapa en el Celtic, e incluso perdió la titularidad con la llegada de George Graham. Tampoco ayudaba su vida nocturna londinense ni algunos episodios controvertidos por los que la prensa sensacionalista llegó a apodarle «Champagne Charlie». Con todo, Nicholas dejó una buena impronta en la afición de Highbury gracias a su papel en la final de la Copa de la Liga de 1987, arrebatada al Liverpool con dos goles suyos.
Aunque en principio se negó a regresar al fútbol escocés, Nicholas quedó relegado en el Arsenal por Perry Groves y Alan Smith, de modo que en enero de 1988 aceptó su traspaso al Aberdeen Football Club por 400 000 libras. Allí su desempeño mejoró: en la edición 1988-89 fue el máximo anotador del torneo —empatado a 16 goles con Mark McGhee— y en el año 1989-90 su equipo logró un doblete de Copa de Escocia y Copa de la Liga.
Nicholas pasó sus últimos cinco años como profesional en el Celtic F. C., al que retornó en la temporada 1990-91. La llegada al banquillo de Liam Brady reimpulsó sus registros goleadores, con 21 tantos en la edición 1991-92. Pero más allá de eso tuvo una trayectoria irregular, coincidiendo con la sequía de títulos de la entidad verdiblanca. En verano de 1995 abandonó Celtic Park para recalar en el modesto Clyde Football Club, con un saldo de cinco goles en 31 partidos antes de colgar las botas en 1996.

### Selección nacional
Charlie Nicholas fue internacional por la selección de fútbol de Escocia con un saldo de 20 partidos y cinco goles. Debutó el 30 de marzo de 1983 en un amistoso frente a Suiza en Hampden Park. Sin embargo, en sus actuaciones con el combinado nacional no tuvo el mismo éxito que a nivel de clubes. Los únicos goles que anotó fueron en sus dos primeros años, pese a lo cual pudo disputar la Copa Mundial de Fútbol de 1986, y jugó su último encuentro el 26 de abril de 1989 contra Chipre.

## Vida posterior
El escocés siguió vinculado al fútbol luego de su retirada. Coincidiendo con el auge del fútbol británico por televisión, se convirtió en uno de los analistas de referencia de Sky Sports tanto en los partidos del Arsenal como en la Scottish Premiership.
En 2014 fue incluido en el Salón de la Fama del Fútbol Escocés. Además, los aficionados del Arsenal le han votado como el vigesimoctavo mejor jugador en la historia de la entidad.

## Clubes
| Club           | País       | Año         |
| -------------- | ---------- | ----------- |
| Celtic F. C.   | Escocia    | 1979 - 1983 |
| Arsenal F. C.  | Inglaterra | 1983 - 1988 |
| Aberdeen F. C. | Escocia    | 1988 - 1990 |
| Celtic F. C.   | Escocia    | 1990 - 1995 |
| Clyde F. C.    | Escocia    | 1995 - 1996 |

## Palmarés

### Campeonatos nacionales
| Título           | Club           | País       | Año     |
| ---------------- | -------------- | ---------- | ------- |
| Primera División | Celtic F. C.   | Escocia    | 1980-81 |
| Primera División | Celtic F. C.   | Escocia    | 1981-82 |
| Copa de la Liga  | Arsenal F. C.  | Inglaterra | 1987    |
| Copa de la Liga  | Aberdeen F. C. | Escocia    | 1988-89 |
| Copa de Escocia  | Aberdeen F. C. | Escocia    | 1989-90 |

### Distinciones individuales
| Distinción                                               | Año     |
| -------------------------------------------------------- | ------- |
| Jugador Joven de la Asociación Escocesa de Futbolistas   | 1981    |
| Máximo goleador de la Liga de Escocia                    | 1982-83 |
| Jugador del Año de la Asociación Escocesa de Futbolistas | 1983    |
| Jugador del Año de la Asociación Escocesa de Periodistas | 1983    |
| Mejor jugador del Arsenal                                | 1984    |
| Máximo goleador de la Liga de Escocia                    | 1988-89 |
| Salón de la Fama del Fútbol Escocés                      | 2014    |